# Ėl'čin Vаchidov
Ėl'čin Аnver ogly Vаchidov (in russo: Эльчин Анвер оглы Вахидов; Novosibirsk, 17 aprile 1993) è un cosmonauta russo.
Nel 2024 è stato selezionato come cosmonauta del Gruppo 19 di Roscosmos.